# Mojojoy

El mojojoy se le conoce a las larvas de varios cucarrones coleoptera que crecen en las palmas.

El mojojoy es nombre popular, dado a las larva de distintos escarabajos que se encuentran en la región amazónica de Colombia, conocidos como plaga por alimentarse de distintas especies de palma.
En el Perú se le conoce como "suri" y en el Caribe Colombiano se le conoce como "molongo". 

## Características
Se tratan de las larvas de Phyllophaga, y Rhynchophorus palmarum consideradas como plaga, que pueden atacar cultivos arrasándolos de manera parcial o total, afectándolos desde la raíz.

## Consumo
Se puede consumir vivo o en diferentes tipos de cocción; los más usuales son asados o fritos, a la parrilla en pincho, rellenos de carne de res, de pollo o pescado.